# 自由連合盟約
自由連合盟約（じゆうれんごうめいやく、英: Compact of Free Association, COFA）は、ミクロネシア連邦、マーシャル諸島共和国およびパラオ共和国の3国とアメリカ合衆国との間に結ばれた盟約である。当事国同士では、単に "Compact"（コンパクト）と呼ばれる。
国家としての独立を承認し、且つ経済援助を与える代わりに安全保障（主として軍事権と外交権）に関してはアメリカが統轄するというもので、これにより当該3国とアメリカ合衆国とは連合関係を持つことになった。
期限付きとはいえ、軍事・外交権を他国に委ねた状態が果たして独立と呼べるかに関してはいまだに議論がある。

## 概要
この盟約により主権国家となった上記3つの盟約国は、それ以前はいずれも国連の信託統治領として、1947年から1951年の間はアメリカ海軍、その後はアメリカ内務省が一括管理・統括していた。
国際連合による信託統治制度は、自治・独立の能力を持たない地域を施政国が一時的に管理し、将来的に自治・独立に導いていこうとする暫定的統治制度であるが、軍事的価値のみを求めたアメリカは、この地域の独立に向けた何らの有効な施策もせず、1961年の国際連合によるミクロネシア諸島視察の結果、「アメリカは施政国としての責任を果たしていない」と非難された。
これを受けた米国はアンソニー・ソロモンを団長とする調査団を派遣し、この調査報告書（ソロモン・レポート）において、米国の思惑と国連の指摘、および世論を折衷する提案がなされ、結果的には安全保障に関する米国のプレゼンスを維持するかたちでの脱信託統治の方向が定められた。

## 締結
1982年、マーシャル諸島およびミクロネシア連邦ではコンパクトに署名、翌1983年には住民投票によって承認され、1986年の米国議会で法案が通過、米大統領の署名が完了し独立国となった。
パラオは上記2国同様に1982年には両国での署名は完了したが、住民投票で承認が得られず、1993年に行われた8回目の住民投票において、承認のための得票率を下げたうえで、承認され、翌年施行となった。

## 内容
- 期間：マーシャル諸島およびミクロネシア連邦は15年間、パラオは50年間（ただし経済援助は15年間）
- 国防権：アメリカ合衆国が全面的に管轄する
- 外交権：内容によっては一部制限を受ける

この盟約関係によって、米国は内務省島嶼局 (Office of Insular Affairs) を通じて15年間（後年のパラオとの盟約では盟約期間は50年間、経済援助は15年間）にわたる財政援助を保証し、代わりに国防権と外交権の一部を米国が得る。各国は島嶼局による技術援助活動に積極的に参加する。また、これら国家は米国のFEMA（アメリカ合衆国連邦緊急事態管理庁）による国内向け災害復旧 / 危機管理プログラムへの編入という特別待遇を受ける。
形式上は独立主権国家であり、国連加盟も果たしたが、いずれの国もアメリカ合衆国の強い影響下におかれた状態であり、国連総会での投票におけるアメリカ合衆国との一致率も極めて高い。

## 更新
2003年にはマーシャル諸島およびミクロネシア連邦の2国との盟約が更新され20年間延長された。当事者国間ではこの更新後の盟約を"COMPACT II"（コンパクトII）と呼ぶ。コンパクトIIでは両国にそれぞれ35億ドル、さらにアメリカ領サモア、グアム、ハワイおよび北マリアナ諸島には毎年3,000万ドルが提供される。後者（3,000万ドル）は、当該3国からこれら4地域への移民に対して当局が提供するサービスに要する出費を賄うことに使用される。米国によるクェゼリン環礁でのミサイル試験のための使用権も同一の期間延長された。出入国管理規則は変更され、マーシャル諸島およびミクロネシア連邦住民は米国に旅行する際にパスポートの所持が必要になった。また、FEMA による緊急事態プログラムへの参加は打ち切られた。郵便事業に関しては米国内扱いとされてきたが、2006年1月より段階的に他の独立国と同様な料金体系へ段階的に移行することとなった（2007年11月に見直しが行われ、米国内扱いに戻された）。
ミクロネシア連邦とは2004年5月1日、マーシャル諸島とは同6月30日にこの更新が有効となった。
パラオとの現行の盟約に基づく経済援助は2009年に終了している（盟約自体は50年間有効）。